# Peter Simpson (football, 1945)
Pour les articles homonymes, voir Peter Simpson et Simpson.
Peter Frederick Simpson est un footballeur anglais né le 13 janvier 1945 à Gorleston-on-Sea.

## Carrière
- 1960-1978 : Arsenal FC  Angleterre
- 1978-1979 : Tea Men de la Nouvelle-Angleterre  États-Unis